# Черниговски район
Черниговски район (на украински: Чернігівський район) е район на Черниговска област, Северна Украйна. Центърът на района е град Чернигов. Населението на района е 460 800 души (2020). 

## История
На 18 юли 2020 г., като част от административната реформа на Украйна, броят на районите на Черниговска област е намален на пет, а територията на Черниговски район е значително разширена. Четири предишни района - Городински, Козелецки, Куликовски и Рипски, както и част от Менски район и град Чернигов, който преди това е град с областно значение извън района, са включени в Черниговски район. Преди реформата районът е с площ от 2547 km2. 

## Подразделения
След реформата от 2020 г. районът се състои от 20 громади.